# Miami (folyó)
A Miami folyó egy folyó az Amerikai Egyesült Államokban, Floridában, amely az Evergladesből ered, és átfolyik Miami városán, beleértve a belvárost is. A 8,9 km hosszú folyó a Miami-csatorna Miami Nemzetközi Repülőtérnél lévő végpontjától a Biscayne-öbölig folyik. Eredetileg egy természetes folyó volt, amelynek torkolatánál a Tequesta őslakos amerikaiak laktak, de kikotorták, és ma már a Miami-Dade megyén átvezető útvonalon végig szennyezett. A folyó torkolatában található Miami kikötője és számos más vállalkozás, amelyeknek a karbantartása hozzájárult a folyó állapotának javításához.